# Pfaffenkogel (Grazer Bergland)
Der Pfaffenkogel ist ein 734 m ü. A. hoher Berg im westlichen Teil des Grazer Berglandes im österreichischen Bundesland Steiermark. Er liegt im Süden der Marktgemeinde Deutschfeistritz und kann auf einem Wanderweg überquert werden.

## Lage und Umgebung
Der Pfaffenkogel erhebt sich am rechten Ufer rund 350 Meter über dem Mittleren Murtal südlich von Kleinstübing. Er bildet die höchste von mehreren Kuppen in einem kleinen Gebirgskamm, der sich von der Mündung des Stübingbaches bis zum Hörgassattel (568 m) erstreckt. Der Kamm wird im Nordwesten vom unteren Stübingtal mit dem Ortsteil Dielach und im Süden vom Graben des Enzenbaches mit dem Freilichtmuseum Stübing begrenzt. Nach Osten, zum Murtal hin, fällt das bewaldete Gelände mit mehreren zeitweise wasserführenden Wildbächen durchwegs steil ab. Der Pfaffenkogel bildet zusammen mit dem südlich gelegenen Gsollerkogel seit 1964 das 719 ha umfassende Naturschutzgebiet Pfaffenkogel-Gsollerkogel.

## Geologie und Geomorphologie
Der Berg ist aus hellen und dunkelgrauen Dolomiten aufgebaut, die innerhalb des Grazer Paläozoikums der Rannach-Fazies angehören.
Ein Profil vom Südostabfall des Berges lieferte Mitte der 1970er Jahre genauere Kenntnisse über den geologischen Aufbau. Demnach besteht der Pfaffenkogel aus einer relativ gut aufgeschlossenen Wechsellagerung laminierter bis Dezimeter-gebankter Dolomite inklusive zahlreicher stromatolithischer Lagen mit massigen, meterdicken, grobstückig brechenden Dolomiten. Die erste Einheit ist intertidalen, die zweite flacheren, subtidalen oder lagunären Ursprungs. Der Wechsel dieser Einheiten drückt sich morphologisch in treppenförmigen Abstufungen aus, wobei die laminierten Dolomite Verebnungen und die massigen Dolomite schroffe Wände bilden. Auf entwaldeten Stellen entstand sekundär kahler Karst.

## Aufstieg

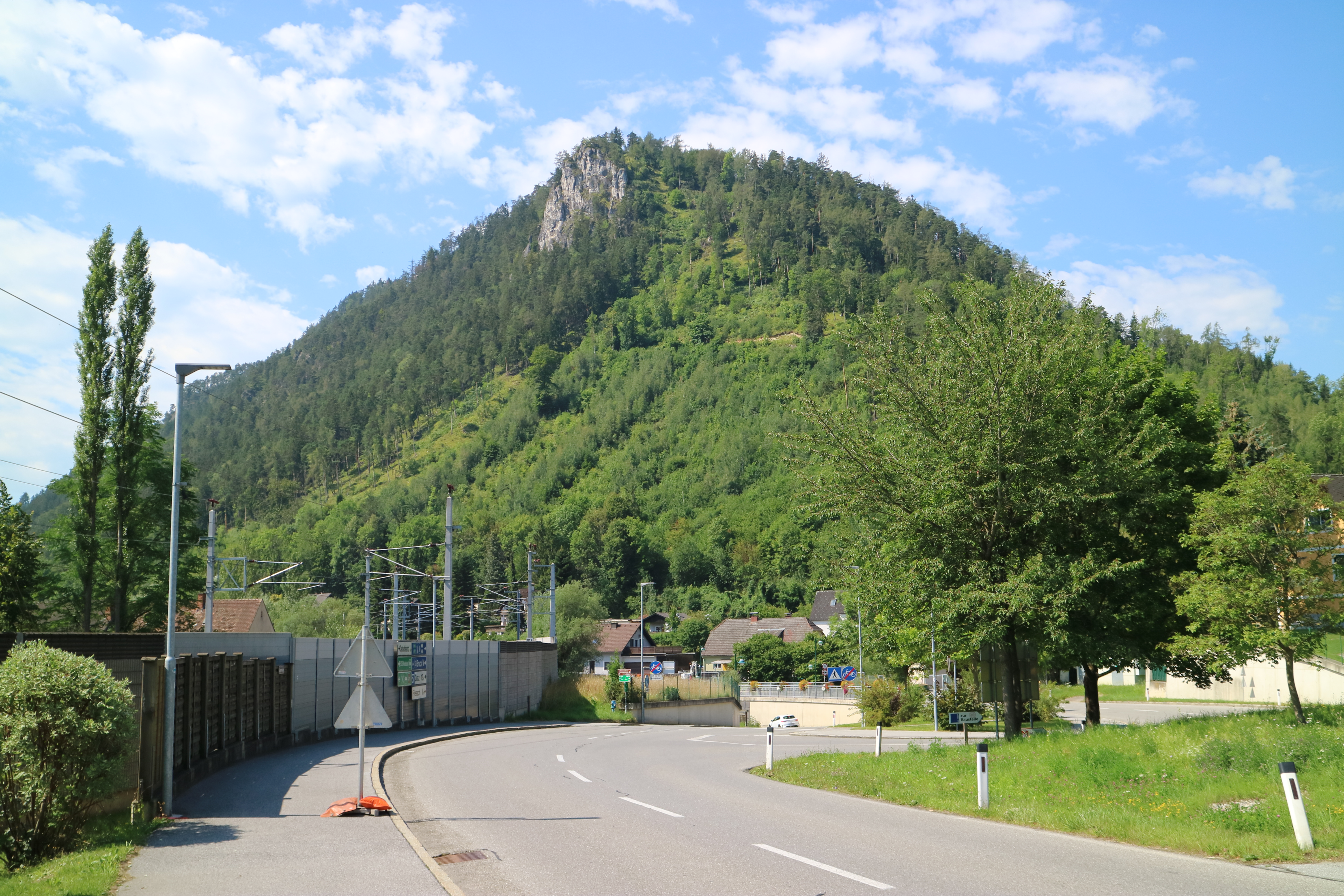
Nordansicht von Kleinstübing

Der Pfaffenkogel ist von zwei Seiten aus über einen markierten Wanderweg erreichbar. Vom Bahnhof Stübing benötigt man über die steile Nordseite des Berges etwa eine Stunde zum Gipfel. Der weniger beschwerliche Aufstieg vom Hörgassattel (Hörgaspauli) nimmt ungefähr eine Dreiviertelstunde in Anspruch. Die Überquerung des Pfaffenkogels ist eine Variante des Grazer Umland-Weges und kann mit einem vorangehenden Besuch des Freilichtmuseums zu einer Rundwanderung kombiniert werden.
Daneben bietet eine Felspartie in der Nordostflanke des Berges die Möglichkeit einer kurzen Klettertour. Der mit IV+ bewertete Rudlweg sollte jedoch aufgrund seines ungeklärten Wanderwegsstatus im Hinblick auf das Naturschutzgesetz vermieden werden. Anders als auf der eigentlichen Gipfelkuppe befindet sich auf der Felsspitze ein kleines Gipfelkreuz.